# 루이스 무리엘
루이스 페르난도 무리엘 프루토(스페인어: Luis Fernando Muriel Fruto, 1991년 4월 16일, 콜롬비아 산토토마스 ~ )는 콜롬비아의 축구 선수로 현재 미국 메이저 리그 사커의 올랜도 시티 SC에서 공격수로 뛰고 있다.